# Bythocaris simplicirostris
Bythocaris simplicirostris är en kräftdjursart som beskrevs av Georg Ossian Sars 1870. Bythocaris simplicirostris ingår i släktet Bythocaris och familjen Hippolytidae. Arten är reproducerande i Sverige. Inga underarter finns listade i Catalogue of Life.